# 小津和紙
小津和紙（おづわし、英: OZUWASHI）は、東京都中央区に本社を置く株式会社小津商店が運営する和紙部門である。
関連する企業に小津産業がある。

## 概要
1653年創業・東京日本橋の和紙専門店。和紙店舗、小津史料館、小津ギャラリー、小津文化教室の4部門で構成。
和紙店舗は版画・日本画・油絵・書道・押花・インクジェット・インテリア・その他工芸向けの和紙類から和小物類まで取り揃えている。
店舗営業時間 月〜土10:00～18:00 (日曜定休)

## 沿革
- 1653年 - 創業。伊勢出身の小津清左衛門長弘による。この創業地（当時の江戸の大伝馬町）が2013年現在の本社所在地である。
- 1698年 - 大伝馬町に木綿店を創業。
- 1755年 - 紀州藩松坂御為替御用に加わる。江戸表において御為替御用を命ぜられる。
- 1784年 - 7代清左衛門長保が向店「大橋屋」を開業し、茶、下り鰹節も取り扱う。
- 1880年 - (有)東京洋紙会社の事業を引受け、「小津洋紙店」（資本金10万円）に商号を変更。
- 1899年 - 「小津銀行」(資本金10万円)を三重県松阪に設立。
- 1903年 - 日本細糸紡績会社の工場を買収、「小津細糸紡績所」を設立。
- 1920年 - 大正9年 小津細糸紡績所、武林洋行を吸収合併して、「小津武林起業株式会社」を設立。
- 1930年 - 法人組織化するため、「合資会社小津商店」を設立。
- 1940年 - 経営の近代化をはかり、「小津商事株式会社」を東京市日本橋区（現　本社所在地）に設立。
- 1945年 - 小津商事株式会社の商号を「小津産業株式会社」に変更。
- 1947年 - 統制解除を機会に紙販売部門を一本化するために、小津産業株式会社へ紙の国内営業部門を譲受。
- 1972年 - 創業300年記念事業として、小津本店創業の地に「小津本館ビル」を完成。
- 1979年 - 合資会社小津商店、商号を「株式会社小津商店」に変更。
- 1983年 - 「和紙博物舗」を小津ビル内に開設。
- 1998年 - 小津史料館を和紙博物舗内に開設。
- 2005年 - 小津和紙、小津資料館などを小津本館ビル（小津創業の地）に移設。
- 2013年 - 創業360周年を迎える。
- 2015年 - 小津和紙リニューアルオープン。

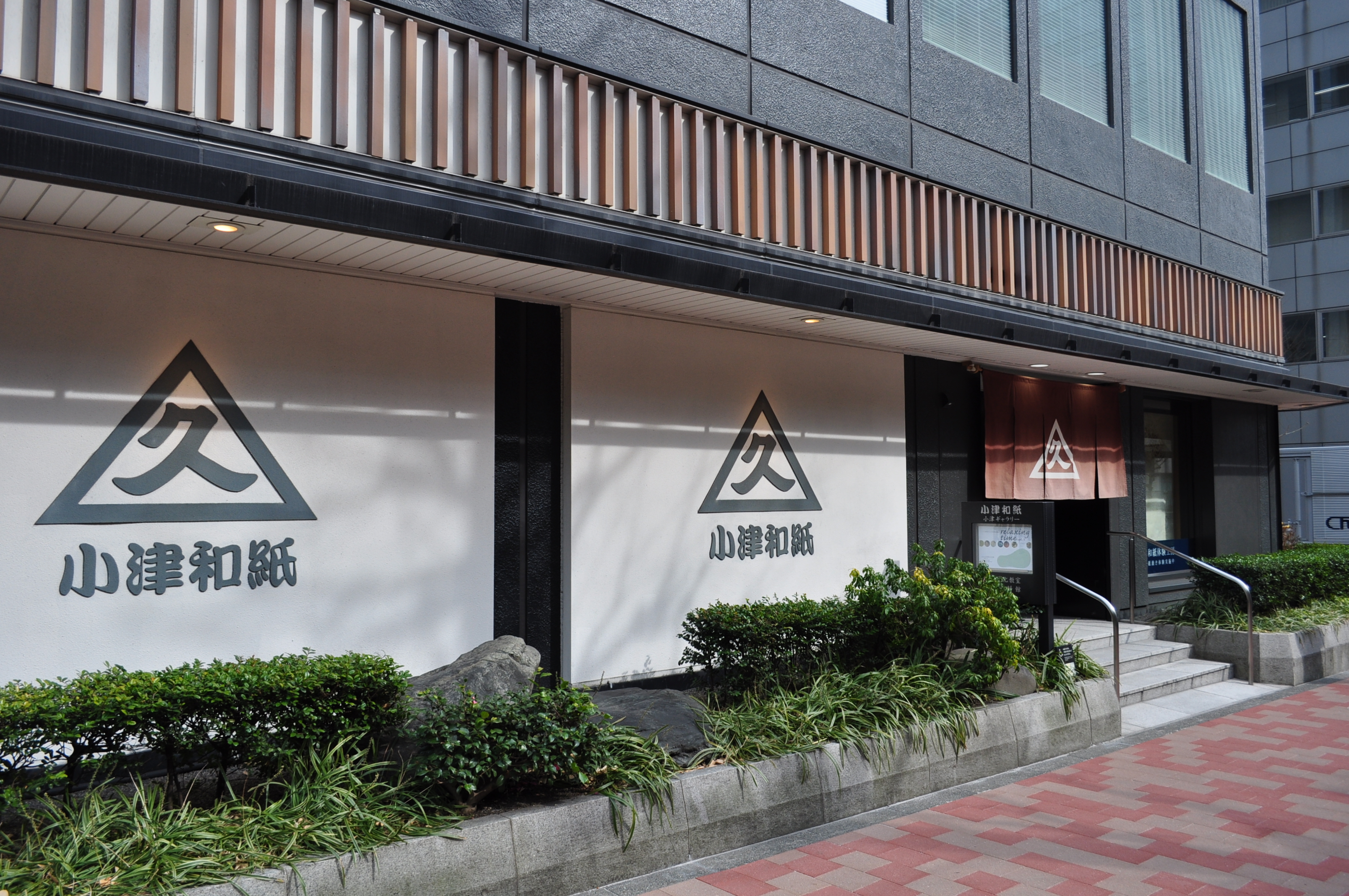
小津ギャラリー（2018年2月28日撮影）
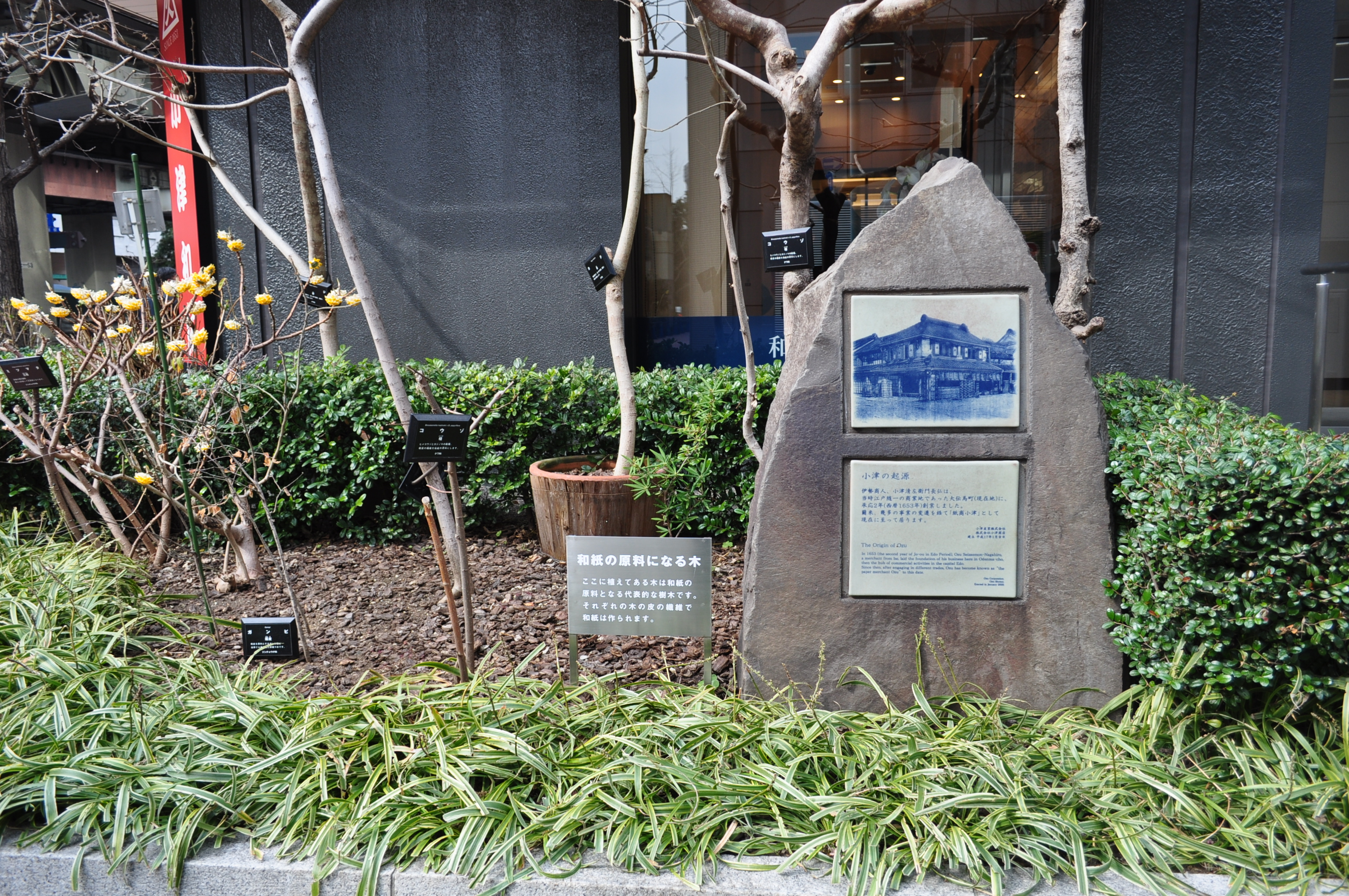
「小津の起源」の碑（2018年2月28日撮影）
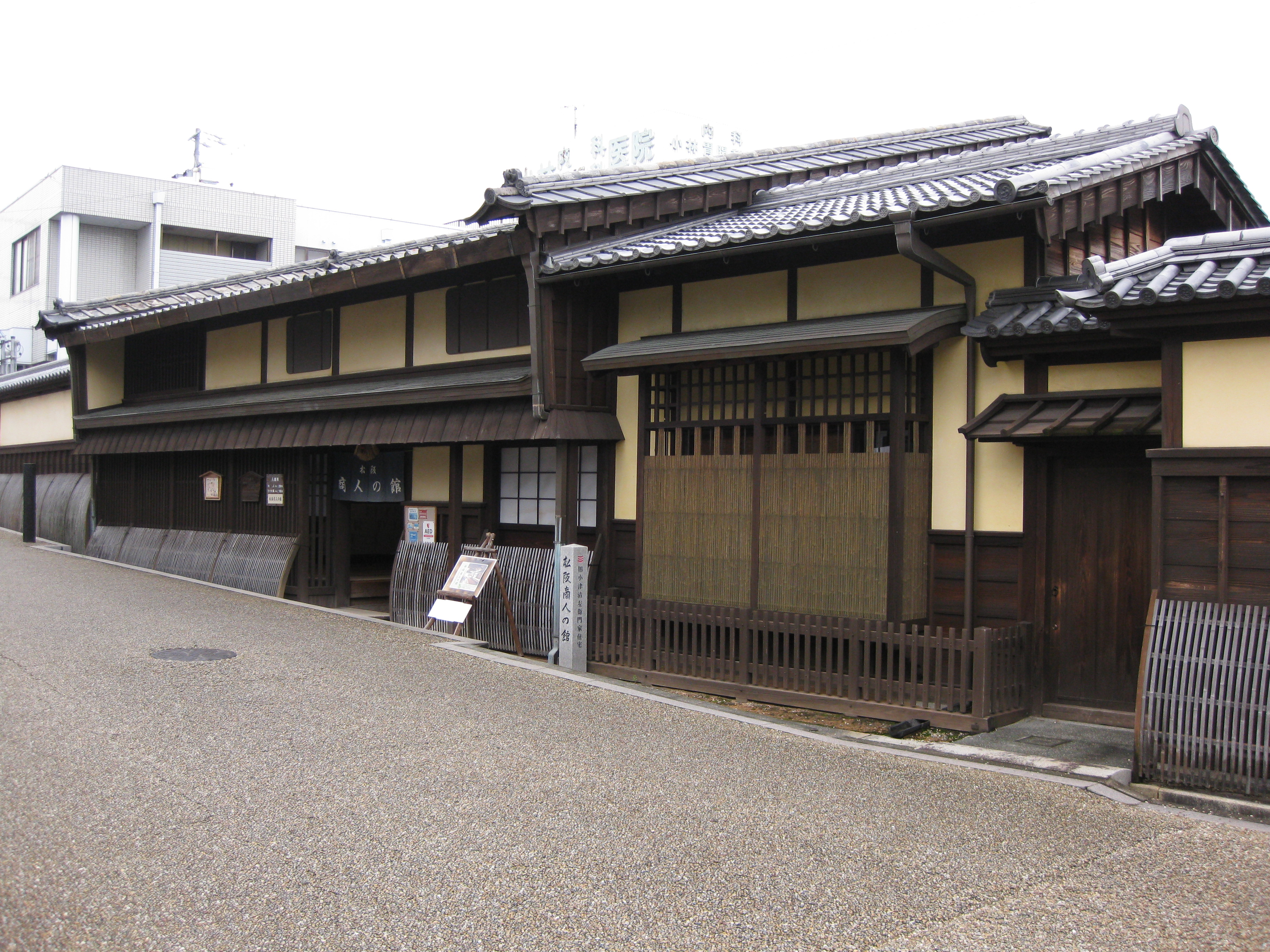
三重県松阪市にある松阪商人の館（小津清左衛門旧宅）

## 小津グループ
非連結ではあるが、以下の関連企業がある。
- 小津産業 - 電子工学分野や医療分野で使われる紙や不織布などの製造販売を行っている。また、関連する企業グループ（小津グループ）の中核企業である。
- アズフィット - 家庭紙・日用雑貨事業を子会社化した紙叶と統合し2007年発足。家庭用および業務用の紙の卸売りを主業務とする。
- オヅテクノ - 不織布を加工・生産。
- 日本プラントシーダー - シーダー(seeder)農法のための用品を販売する。シーダー農法とは、種を「シーダーテープ」というテープに織り込み、これを「テープシーダー」という機械で畑に植え込む農法である。
- ディプロ - ウェットティシュ等の製造および販売。
- 小津(上海)貿易有限公司 - 中国における不織布製品の販売および輸出入。
- Ozu(Thailand)Co.，Ltd. - タイにおける不織布製品の販売および輸出入。
- 芙蓉流通 - 主に家庭紙の配送を目的として静岡県富士市に設立。
- 旭小津 - 旭化成せんい株式会社との合弁で、ベンリーゼ（不織布）の専用加工工場。